# Región de Eslovenia Central
La región de Eslovenia Central (en esloveno Osrednjeslovenska regija) es una de las doce regiones estadísticas en las que se subdivide Eslovenia. En diciembre de 2005, contaba con una población de 500.021 habitantes.
Se compone de los siguientes municipios:
- Borovnica
- Brezovica
- Dobrepolje
- Dobrova-Polhov Gradec
- Dol pri Ljubljani
- Domžale
- Grosuplje
- Horjul
- Ig
- Ivančna Gorica
- Kamnik
- Komenda
- Litija
- Liubliana (Ljubljana)
- Logatec
- Log-Dragomer
- Lukovica
- Medvode
- Mengeš
- Moravče
- Škofljica
- Šmartno pri Litiji
- Trzin
- Velike Lašče
- Vodice
- Vrhnika

- Datos: Q205926